# Sprawa Bluma
Sprawa Bluma (niem. Affaire Blum) – niemiecki film dramatyczny w reżyserii Ericha Engela, zrealizowany w 1948 w okupowanych Niemczech.

## Obsada
- Kurt Ehrhardt jako dr Jakob Blum
- Karin Evans jako Sabine Blum
- Hans Christian Blech jako Karlheinz Gabler
- Gisela Trowe jako Christina Burman
- Helmut Rudolph jako Wilschinsky
- Alfred Schieske jako Otto Bonte, komisarz policji
- Herbert Hübner jako Hecht, prezes sądu
- Paul Bildt jako Konrad, sędzia śledczy
- Ernst Waldow jako Schwerdtfeger, komisarz policji
- Hugo Kalthoff jako Lorenz
- Arno Paulsen jako Wilhelm Platzer
- Maly Delschaft jako Anna Platzer
- Blandine Ebinger jako Lucie Schmerschneider
- Gerhard Bienert jako Karl Bremer
- Renée Stobrawa jako pani Bremer
- Werner Peters jako Egon Konrad
- Reinhard Kolldehoff jako Tischbein
- Eva Bodden jako sekretarka Wilschinskyego